# Patrick Tower
L'adjudant Patrick Tower, ÉVM, CD est un militaire canadien et le premier récipiendaire de l'Étoile de la vaillance militaire, une décoration canadienne de la vaillance militaire, en vertu de ses actes le 3 août 2006 dans la région de Pashmul en Afghanistan, alors qu'il était sergent, commandant de section au 9e peloton du 1er bataillon du Princess Patricia's Canadian Light Infantry.